# Флетчер-Вейн, Ричард, 2-й барон Инглвуд
Ричард Флетчер-Вейн, 2-й барон Инглвуд (англ. Richard Fletcher-Vane, 2nd Baron Inglewood) — британский политик.

## Биография
Инглвуд является старшим сыном бывшего члена парламента Уильяма Флетчер-Вейна и его жены Мэри, урождённой Проби. Он получил образование в Итоне и Тринити-колледже в Кембридже.

### Политическая карьера
В 1983 году на всеобщих выборах баллотировался в Палату общин от Лейбористской партии и занял третье место с 24 % голосов.
На выборах в Европейский парламент 1984 года он безуспешно баллотировался в избирательном округе Дарема, но на выборах 1989 года он был избран членом Европейского парламента по Камбрии и Ланкашир-Норт. Он потерял своё место на выборах 1994 года, но на выборах в 1999 году снова был избран, теперь от нового избирательного округа Северо-Западной Англии.
В 1989 году Флетчер-Вейн унаследовал титул барона Инглвуда от своего отца и вошёл в состав Палаты лордов, удержав за собой этот пост после принятия в 1999 году нового Закона о Палате лордов.
С 1993 по 2013 год — заместитель лорда-наместника, а с 1995 по 1997 год — младший министр в Департаменте национального наследия, где служил, пока консерваторы не потеряли голоса на всеобщих выборах 1997 года. После Флетчер-Вейн ушёл из политики, в настоящее время является группы CN, издателя в Северо-Западной Англии и председатель местного партнёрства предприятий.
Является независимым членом палаты Лордов

## Личная жизнь
Женился на Крессиде Пембертон-Пиготт в 1986 году. У них есть один сын, Генри Уильям Фредерик Флетчер-Вейн, 1990 года рождения, и две дочери.